# Isola di Karl-Alexander
L'isola di Karl-Alexander, o Terra di Karl-Alexander (in russo Остров Карла-Александра, o Земля Карла-Александра, ostrov Karla-Aleksandra o zemlja Karla-Aleksandra) è un'isola russa nell'Oceano Artico che fa parte della Terra di Zichy nell'arcipelago della Terra di Francesco Giuseppe.
L'isola non va confusa con la Terra di Alessandra o con le isole di Alexander che fanno parte dello stesso arcipelago.

## Geografia
Isola di Karl-Alexander si trova nella parte nord della Terra di Zichy; ha una lunghezza di 29 km e una larghezza di 18 km; la sua altezza massima è di 365 m. È separata (a est) dall'isola di Rainer dallo stretto di Scott-Keltie, largo 2,5 km, mentre 6 km a sud c'è l'isola di Jackson, separata dal canale di Backs.

## Storia
Scoperta nel 1874 dalla spedizione austro-ungarica al polo nord sulla nave Tegetthof. Non è chiaro se l'isola venne così denominata in onore di uno dei finanzieri della spedizione polare, l'aristocratico Alfred Wilhelm Karl Alexander Graf von Salm-Hoogstraeten (nato il 25 maggio 1851, morto il 17 gennaio 1919 a Vienna) o in onore di Carlo Alessandro di Sassonia-Weimar-Eisenach.
La parte occidentale dell'isola venne per la prima volta mappata dalla spedizione sulla Stella Polare di Luigi Amedeo di Savoia-Aosta, duca degli Abruzzi, nel 1899/1900.

## Isole adiacenti
- Isole di Čičagov (Острова Чичагова, ostrova Čičagova), 2 isole, a nord-ovest.
- Isole di Pontremoli (Острова Понтремоли, ostrova Pontremoli), 2 isole, a ovest.
- Isola di Dick (Остров Дика, ostrov Dika), vicino alla costa meridionale.

Al largo della costa nord-orientale ci sono quattro piccole isole:
- Isola di Coburg (Остров Кобург, ostrov Koburg)
- Isola di Howen (Остров Гоуэн, ostrov Gouėh)
- Isola di Solovyov (Остров Соловьёва, ostrov Solov'ëva)
- Isola di Torup (Остров Торупа, ostrov Torupa)